# Hanky Panky
Hanky Panky a fost al doilea și ultimul single al Madonnei de pe coloana sonoră I'm Breathless a filmului Dick Tracy, lansat pe 30 iunie 1990 de Sire Records. Piesa a iscat mici controverse datorită versurilor riscate care făceau aluzie la bătaia la fund, cu sens erotic.

## Compunerea

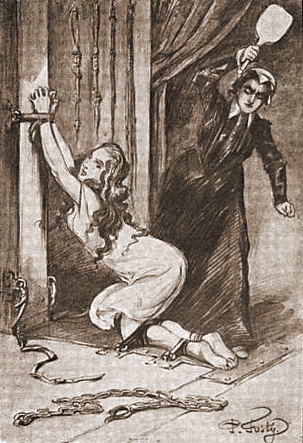
Spanked girl tied to pole

La cerința lui Warren Beatty, Madonna a compus câteva cântece pentru filmul în care cei doi jucau atunci, Dick Tracy. Versurile au fost scrise din punctul de vedere al lui Breathless Mahoney, personajul interpretat de cântăreață în film, Madonna considerând că personajul era genul de persoană căreia îi plăcea să fie plesnită peste fund. Aceasta a descris piesa ca fiind despre o fată căreia „îi place o palmă zdravănă peste fund”, menționând că „nu e genul de palmă care o primește o fată când a luat o notă proastă, ci genul de palmă care o primești atunci când ești bună”. Deși versurile descriu dorința de a fi plesnită peste fund, într-un interviu cu revista Rolling Stone Madonna a recunoscut că de fapt urăște acest lucru, și că declarația făcută în timpul emisiunii The Arsenio Hall Show, conform căreia îi place acest lucru, a fost doar o glumă.